# Ястребиное (озеро, Ленинградская область)
Ястреби́ное — озеро в северной части Карельского перешейка в Приозерском районе Ленинградской области. Размеры озера — 2 на 0,75 км. Глубина — до 17 м в северной части озера.
Озеро расположено вблизи границы с Республикой Карелия, в 10 км от железнодорожной станции посёлка Кузнечное. Озеро находится во впадине между крутыми гранитными уступами оконечности Балтийского щита, возвышающимися до 50 м. Скала Парнас является популярным местом скалолазания. Ястребиное озеро и его окрестности (включая озёра Пестово, Глухариное и Проточное) являются охраняемым природным памятником «Озеро Ястребиное». До переименования после Великой Отечественной войны носило название Хаукан-ярви.
В 2006 году властями Республики Карелии были выданы лицензии на организацию гранитных карьеров в Карелии рядом с природным памятником, но в соседнем субъекте Федерации в результате общественной кампании против проекта и ходайствования властей Ленинградской области в 2007 году лицензии были отозваны, и в охраняемую территорию вошла 10-километровая зона вдоль границы с Карелией недалеко от озера. Тем не менее, по состоянию на 2020 год в 2 км от озера ведется добыча щебня.

## Галерея

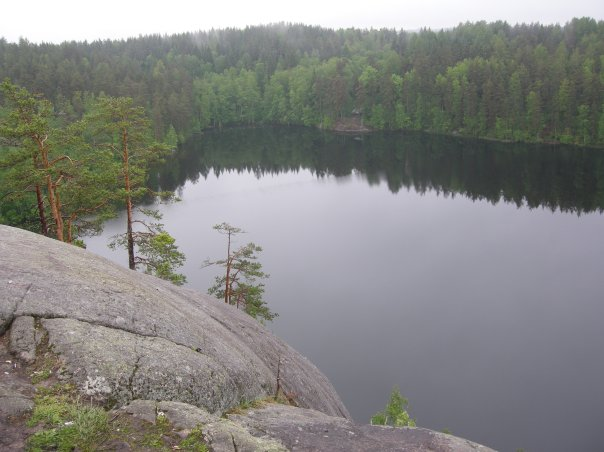
Вид со скалы Парнас.
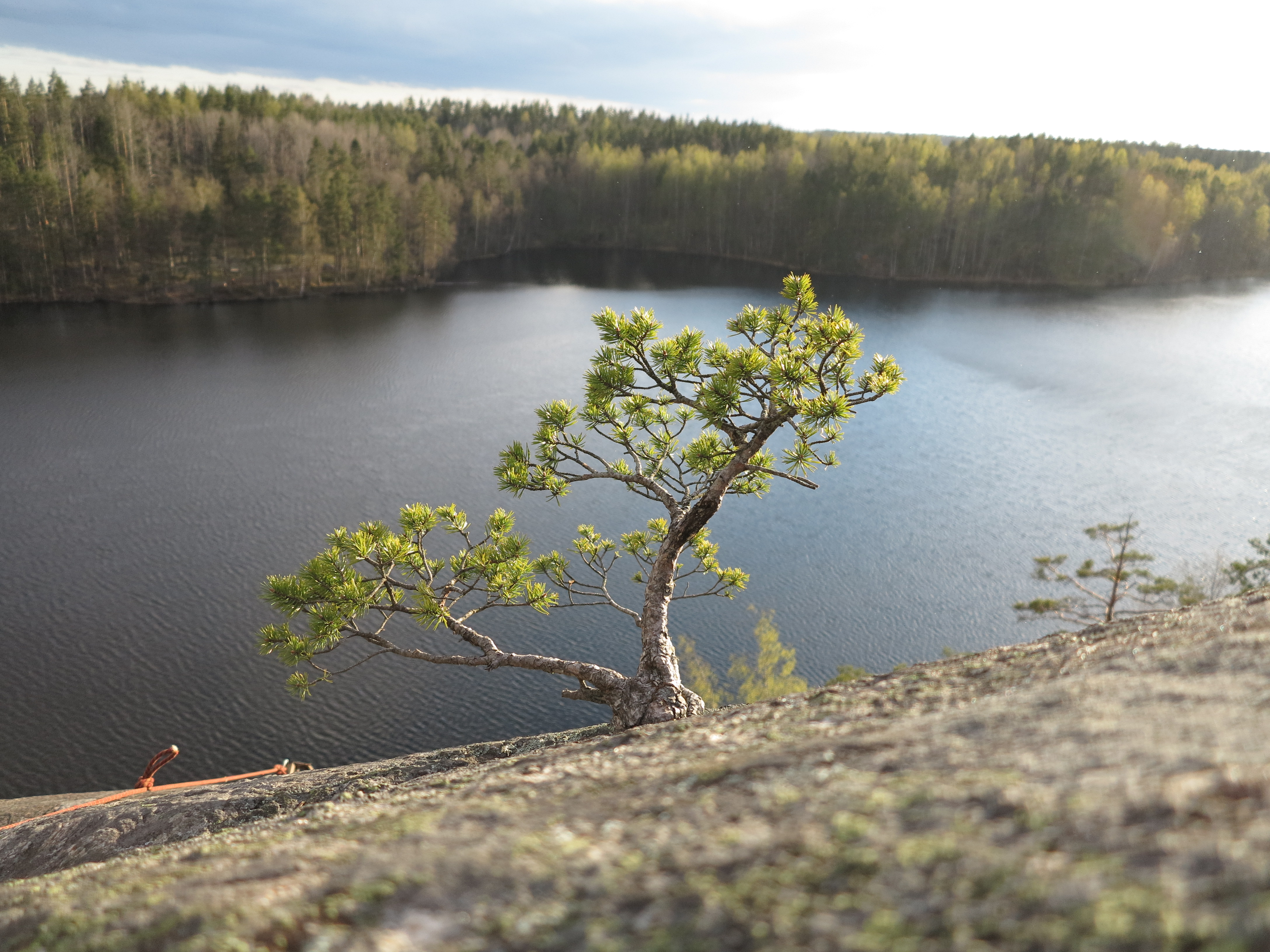
Озеро Ястребиное, вид с Парнаса
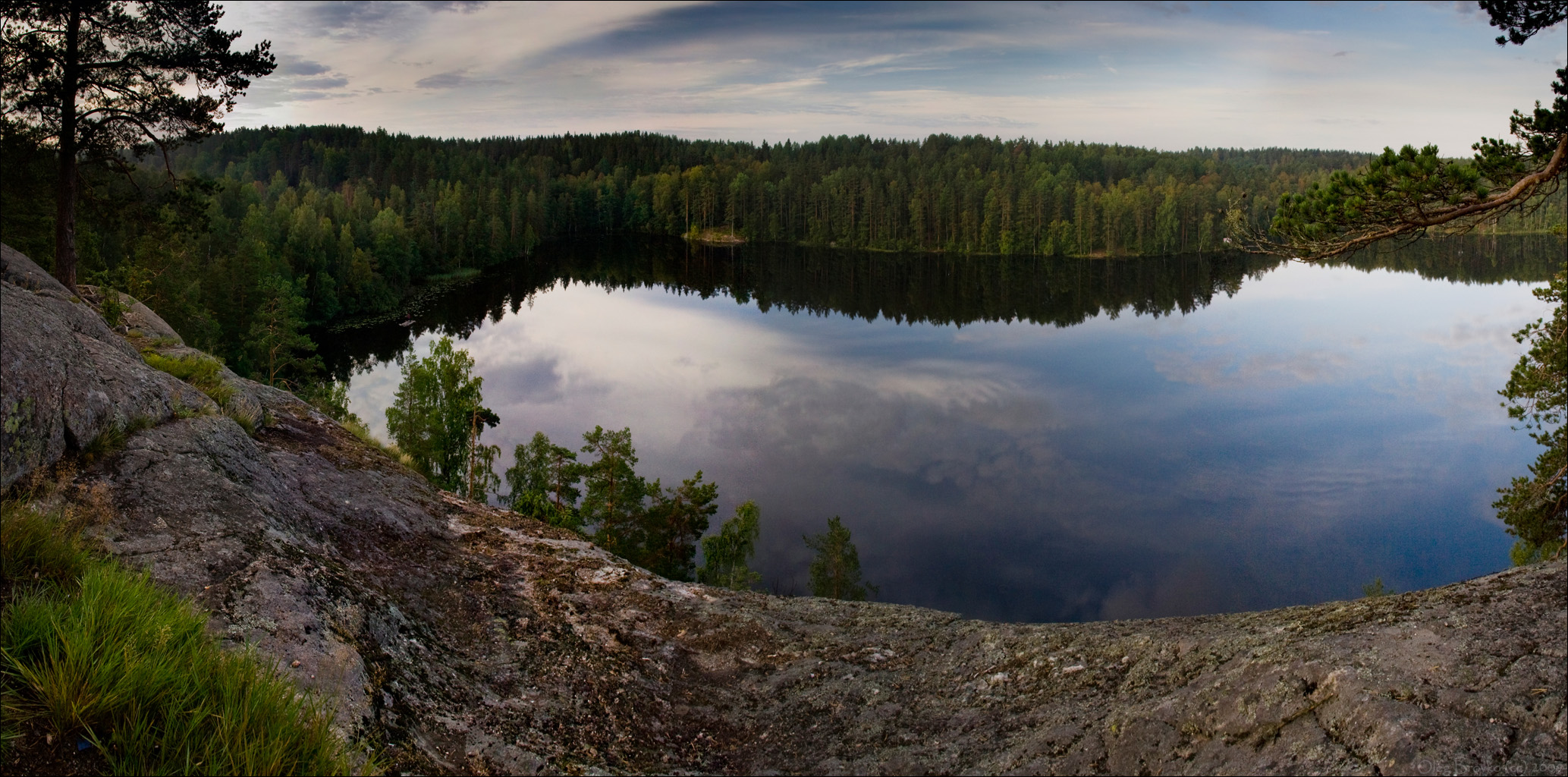
Утро на парнасе.
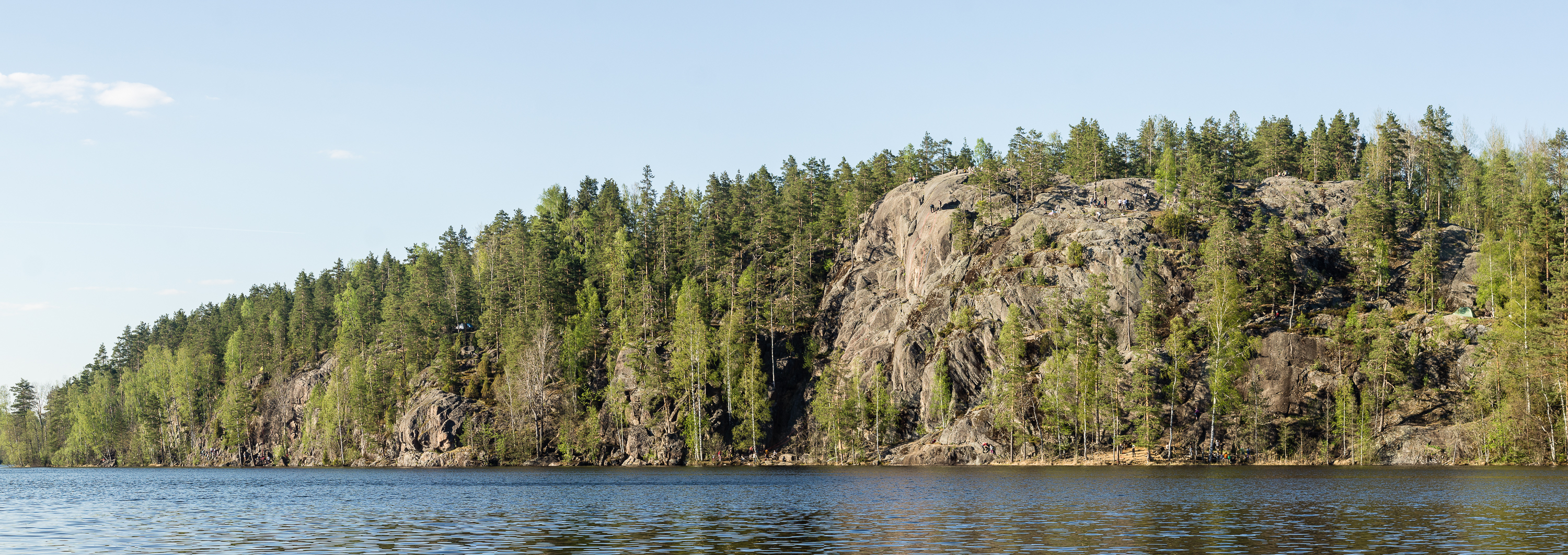
Скала Парнас